# Lista atacurilor cu rachete din invazia Rusiei în Ucraina (octombrie 2022)
Acesta este segmentul din octombrie 2022 al listei atacurilor cu rachete executate de toate părțile implicate în invazia Rusiei în Ucraina din 2022. Sunt enumerate doar atacurile certificate în surse de încredere, țintele cărora sunt sau sunt considerate a fi obiective militare sau de infrastructură. Nu sunt enumerate loviturile cu rachete neghidate efectuate de forțele de aviație, artilerie, sisteme de lansare multiplă și sisteme S-300.
Drapelele din coloana „obiectiv lovit” semnifică țara care deținea controlul asupra obiectivului respectiv. Obiectivele lovite nu sunt în mod necesar cele țintite – în unele cazuri, se referă la locul căderii rachetelor care s-au prăbușit în zbor sau au fost distruse de sisteme anti-rachetă.
Pagina principală: Lista atacurilor cu rachete din invazia Rusiei în Ucraina (2022–prezent). Listele pe luni:
- 2022 – ian · feb · mar · apr · mai · iun · iul · aug · sep · oct · noi · dec
- 2023 – ian · feb · mar · apr · mai · iun

## Octombrie 2022
| Atacuri executate de partea ucraineană | Atacuri executate de partea ucraineană      | Atacuri executate de partea ucraineană           | Atacuri executate de partea ucraineană | Atacuri executate de partea ucraineană            | dată                     | Atacuri executate de partea rusă | Atacuri executate de partea rusă             | Atacuri executate de partea rusă | Atacuri executate de partea rusă | Atacuri executate de partea rusă                                 |  |
| regiune                                | localitate                                  | tipul rachetei                                   | interceptate                           | obiective lovite                                  | dată                     | regiune                          | localitate                                   | tipul rachetei                   | interceptate                     | obiective lovite victime: uciși \| răniți                        |  |
| -------------------------------------- | ------------------------------------------- | ------------------------------------------------ | -------------------------------------- | ------------------------------------------------- | ------------------------ | -------------------------------- | -------------------------------------------- | -------------------------------- | -------------------------------- | ---------------------------------------------------------------- |  |
| regiunea Herson                        | raionul Nova Kahovka                        | —                                                | —                                      | depozit de muniții                                | 01.10.2022               | regiunea Odesa                   | Odesa                                        | Iskander⁠(d)                      | 0/2                              | infrastructură industrială victime: 0 \| 0                       |  |
| regiunea Herson                        | Berîslav                                    | —                                                | —                                      | infrastructură militară                           | 01.10.2022               | regiunea Herson                  | Nova Kahovka                                 | —                                | —                                | infrastructură civilă                                            |  |
| regiunea Herson                        | Herson                                      | —                                                | —                                      | infrastructură militară                           | 01.10.2022               |                                  |                                              |                                  |                                  |                                                                  |  |
| regiunea Harkov                        | Nova Tarasivka⁠(d)                           | M31                                              | —                                      | unități de tehnică militară                       | 01.10.2022               |                                  |                                              |                                  |                                  |                                                                  |  |
| regiunea Luhansk                       | Bohorodîțke                                 | M31                                              | —                                      | unități de tehnică militară                       | 02.10.2022               |                                  |                                              |                                  |                                  |                                                                  |  |
| regiunea Herson                        | Ciulakivka                                  | —                                                | —                                      | infrastructură militară                           | 02.10.2022               |                                  |                                              |                                  |                                  |                                                                  |  |
| regiunea Herson                        | Nova Kahovka                                | —                                                | —                                      | infrastructură militară                           | 02.10.2022               |                                  |                                              |                                  |                                  |                                                                  |  |
| regiunea Luhansk                       | Starobilsk                                  | M31                                              | —                                      | infrastructură militară                           | 03.10.2022               | regiunea Dnipropetrovsk          | raionul Krivoi Rog                           | Tocika⁠(d)                        | —                                | infrastructură agricolă                                          |  |
| regiunea Herson                        | Nova Kahovka                                | —                                                | —                                      | infrastructură militară                           | 03.10.2022               | regiunea Dnipropetrovsk          | raionul Krivoi Rog                           | —                                | 1/1                              | interceptare de apărarea anti-rachetă a Ucrainei victime: 0 \| 0 |  |
|                                        |                                             |                                                  |                                        |                                                   | 03.10.2022               | regiunea Dnipropetrovsk          | raionul Krivoi Rog                           | —                                | —                                | neidentificat                                                    |  |
| regiunea Herson                        | Kahovka                                     | —                                                | —                                      | infrastructură militară                           | 04.10.2022               | regiunea Mîkolaiiv               | raionul Voznesensk                           | —                                | —                                | neidentificat victime: 0 \| 2                                    |  |
| regiunea Herson                        | Herson                                      | —                                                | —                                      | pod                                               | 04.10.2022               | regiunea Donețk                  | Kramatorsk                                   | —                                | —                                | infrastructură civilă victime: 0 \| 2                            |  |
| regiunea Herson                        | Tavriisk                                    | —                                                | —                                      | infrastructură militară                           | 04.10.2022               |                                  |                                              |                                  |                                  |                                                                  |  |
| regiunea Herson                        | Inhuleț                                     | —                                                | —                                      | infrastructură militară                           | 05.10.2022               | regiunea Zaporijjea              | Zaporijjea                                   | Iskander-K⁠(d)                    | —                                | neidentificat                                                    |  |
| regiunea Herson                        | Herson                                      | —                                                | —                                      | infrastructură militară                           | 05.10.2022               |                                  |                                              |                                  |                                  |                                                                  |  |
| regiunea Herson                        | Herson                                      | —                                                | —                                      | infrastructură militară                           | 06.10.2022               | regiunea Zaporijjea              | Zaporijjea                                   | —                                | 0/7                              | infrastructură civilă victime: 11 \| 21                          |  |
| regiunea Herson                        | Vesele⁠(d)                                   | —                                                | —                                      | depozit de muniții                                | 06.10.2022               | regiunea Zaporijjea              | Zaporijjea                                   | —                                | —                                | infrastructură civilă (lovitură repetată)                        |  |
| sudul Ucrainei                         | sudul Ucrainei                              | —                                                | —                                      | depozit de muniții și unități de tehnică militară | 06.10.2022               |                                  |                                              |                                  |                                  |                                                                  |  |
| regiunea Herson                        | Nova Kahovka                                | —                                                | —                                      | infrastructură militară                           | 06.10.2022               |                                  |                                              |                                  |                                  |                                                                  |  |
|                                        |                                             |                                                  |                                        |                                                   | 07.10.2022               | regiunea Herson                  | Dariivka                                     | —                                | —                                | autobuz cu pasageri victime: 4 \| 3                              |  |
| regiunea Herson                        | Kîselivka                                   | —                                                | —                                      | infrastructură militară                           | 08.10.2022               |                                  |                                              |                                  |                                  |                                                                  |  |
| regiunea Donețk                        | Ilovaisk                                    | —                                                | —                                      | infrastructură militară                           | 08.10.2022               |                                  |                                              |                                  |                                  |                                                                  |  |
| regiunea Herson                        | Velîka Lepetîha                             | —                                                | —                                      | infrastructură militară                           | 08.10.2022               |                                  |                                              |                                  |                                  |                                                                  |  |
| regiunea Herson                        | Hola Prîstan                                | —                                                | —                                      | depozit de muniții                                | 09.10.2022               | Ucraina                          | Ucraina                                      | H-59⁠(d)                          | 3/3                              | interceptare de apărarea anti-rachetă a Ucrainei victime: 0 \| 0 |  |
| regiunea Herson                        | Herson                                      | —                                                | —                                      | infrastructură militară                           | 09.10.2022               | regiunea Donețk                  | regiunea Donețk                              | Tocika⁠(d)                        | —                                | neidentificat                                                    |  |
| regiunea Herson                        | Berîslav                                    | —                                                | —                                      | infrastructură militară                           | 10.10.2022               | Kiev                             | Kiev                                         | H-555⁠(d)                         | 43/77                            | infrastructură energetică victime: 23 \| 105                     |  |
|                                        |                                             |                                                  |                                        |                                                   | 10.10.2022               | regiunea Liov                    | Liov                                         | H-101⁠(d)                         | 43/77                            | infrastructură energetică victime: 23 \| 105                     |  |
| regiunea Harkov                        | Harkov                                      | Iskander⁠(d)                                      |                                        |                                                   | 10.10.2022               |                                  |                                              |                                  | 43/77                            | infrastructură energetică victime: 23 \| 105                     |  |
| regiunea Dnepropetrovsk                | Dnipro                                      | —                                                |                                        |                                                   | 10.10.2022               |                                  |                                              |                                  | 43/77                            | infrastructură energetică victime: 23 \| 105                     |  |
| regiunea Jîtomîr                       | Jitomir                                     | —                                                |                                        |                                                   | 10.10.2022               |                                  |                                              |                                  | 43/77                            | infrastructură energetică victime: 23 \| 105                     |  |
| regiunea Ivano-Frankivsk               | Burștîn                                     | —                                                |                                        |                                                   | 10.10.2022               |                                  |                                              |                                  | 43/77                            | infrastructură energetică victime: 23 \| 105                     |  |
| regiunea Hmelnîțkîi                    | Hmelnîțkîi                                  | —                                                |                                        |                                                   | 10.10.2022               |                                  |                                              |                                  | 43/77                            | infrastructură energetică victime: 23 \| 105                     |  |
| regiunea Poltava                       | regiunea Poltava                            | —                                                |                                        |                                                   | 10.10.2022               |                                  |                                              |                                  | 43/77                            | infrastructură energetică victime: 23 \| 105                     |  |
| regiunea Sumî                          | Konotop                                     | —                                                |                                        |                                                   | 10.10.2022               |                                  |                                              |                                  | 43/77                            | infrastructură energetică victime: 23 \| 105                     |  |
| regiunea Herson                        | Herson                                      | —                                                | —                                      | neidentificat                                     | 11.10.2022               | regiunea Vinița                  | Ladîjîn                                      | —                                | —                                | centrală termoelectrică                                          |  |
|                                        |                                             |                                                  |                                        |                                                   | 11.10.2022               | regiunea Liov                    | Liov                                         | —                                | —                                | infrastructură critică                                           |  |
| regiunea Odesa                         | regiunea Odesa                              | —                                                | —                                      | interceptare de apărarea anti-rachetă a Ucrainei  | 11.10.2022               |                                  |                                              |                                  |                                  |                                                                  |  |
| regiunea Mîkolaiiv                     | regiunea Mîkolaiiv                          | —                                                | —                                      | interceptare de apărarea anti-rachetă a Ucrainei  | 11.10.2022               |                                  |                                              |                                  |                                  |                                                                  |  |
| regiunea Kiev                          | regiunea Kiev                               | —                                                | 2/2                                    | interceptare de apărarea anti-rachetă a Ucrainei  | 11.10.2022               |                                  |                                              |                                  |                                  |                                                                  |  |
| necunoscută                            | necunoscută                                 | H-55⁠(d)                                          | 2/2                                    | interceptare cu rachete sol-aer portabile         | 11.10.2022               |                                  |                                              |                                  |                                  |                                                                  |  |
| regiunea Herson                        | Herson                                      | —                                                | —                                      | infrastructură militară                           | 12.10.2022               |                                  |                                              |                                  |                                  |                                                                  |  |
| regiunea Herson                        | Nova Kahovka                                | M31                                              | —                                      | infrastructură militară                           | 12.10.2022               |                                  |                                              |                                  |                                  |                                                                  |  |
| regiunea Belgorod                      | Belgorod                                    | AGM-88 HARM⁠(d)                                   | —                                      | mijloace de AAA                                   | 12.10.2022               |                                  |                                              |                                  |                                  |                                                                  |  |
| regiunea Herson                        | Cervonîi Maiak⁠(d)                           | —                                                | —                                      | infrastructură militară                           | 13.10.2022               | regiunea Liov                    | raionul Zolociv                              | —                                | —                                | infrastructură militară                                          |  |
|                                        |                                             |                                                  |                                        |                                                   | 13.10.2022               | regiunea Liov                    | regiunea Liov                                | Kalibr⁠(d)                        | 4/4                              | interceptare de apărarea anti-rachetă a Ucrainei                 |  |
| regiunea Odesa                         | regiunea Odesa                              | Kalibr⁠(d)                                        | 1/1                                    |                                                   | 13.10.2022               |                                  |                                              |                                  |                                  | interceptare de apărarea anti-rachetă a Ucrainei                 |  |
| regiunea Belgorod                      | Belgorod                                    | —                                                | 0/1                                    | lovire accidentală a unei clădiri de locuit       | 13.10.2022               |                                  |                                              |                                  |                                  |                                                                  |  |
| regiunea Herson                        | Nova Zburiivka                              | —                                                | —                                      | infrastructură militară                           | 14.10.2022               | regiunea Harkov                  | Harkov                                       | —                                | 0/4                              | infrastructură civilă                                            |  |
| regiunea Donețk                        | Boikivske⁠(d)                                | —                                                | —                                      | neidentificat                                     | 14.10.2022               | regiunea Belgorod                | regiunea Belgorod                            | —                                | —                                | infrastructură feroviară                                         |  |
| regiunea Luhansk                       | Troițke                                     | —                                                | —                                      | infrastructură militară                           | 15.10.2022               | regiunea Belgorod                | raionul Graivoron⁠(d)                         | 48N6DM                           | —                                | neidentificat                                                    |  |
| regiunea Zaporijjea                    | Melitopol                                   | —                                                | —                                      | neidentificat                                     | 15.10.2022               | regiunea Zaporijjea              | Zaporijjea                                   | —                                | —                                | infrastructură civilă                                            |  |
| regiunea Zaporijjea                    | raionul Berdeansk                           | —                                                | —                                      | infrastructură militară                           | 16.10.2022               | regiunea Zaporijjea              | raionul Polohî                               | —                                | —                                | infrastructură civilă                                            |  |
| regiunea Belgorod                      | Belgorod                                    | —                                                | —                                      | neidentificat                                     | 16.10.2022               | regiunea Donețk                  | Bahmut                                       | Iskander⁠(d)                      | —                                | neidentificat                                                    |  |
|                                        |                                             |                                                  |                                        |                                                   | 16.10.2022               | regiunea Herson                  | Liubîmivka                                   | —                                | 4/4                              | s-au prăbușit la scurt timp după lansare                         |  |
| 17.10.2022                             | regiunea Dnepropetrovsk                     | regiunea Dnepropetrovsk                          | H-59M⁠(d)                               | 3/4+                                              | infrastructură critică   |                                  |                                              |                                  |                                  |                                                                  |  |
| 17.10.2022                             | regiunea Odesa                              | Odesa                                            | H-59⁠(d)                                | 0/1                                               | obiect de infrastructură |                                  |                                              |                                  |                                  |                                                                  |  |
| regiunea Herson                        | Nova Kahovka                                | —                                                | 0/2                                    | infrastructură militară                           | 18.10.2022               | regiunea Harkov                  | Harkov                                       | —                                | 0/8                              | infrastructură industrială victime: 0 \| 0                       |  |
| regiunea Belgorod                      | regiunea Belgorod                           | —                                                | —                                      | neidentificat                                     | 18.10.2022               | regiunea Dnipropetrovsk          | Dnipro                                       | H-101⁠(d)                         | 0/2                              | infrastructură energetică                                        |  |
| regiunea Herson                        | Nova Kahovka                                | AGM-88 HARM⁠(d)                                   | —                                      | neidentificat                                     | 18.10.2022               | regiunea Dnipropetrovsk          | Krivoi Rog                                   | H-101⁠(d)                         | 0/2+                             | neidentificat                                                    |  |
| regiunea Luhansk                       | Novoivanivka                                | M31                                              | —                                      | infrastructură militară                           | 18.10.2022               |                                  |                                              |                                  |                                  |                                                                  |  |
| regiunea Belgorod                      | regiunea Belgorod                           | —                                                | —                                      | neidentificat                                     | 19.10.2022               | regiunea Ivano-Frankivsk         | Burștîn                                      | —                                | —                                | centrală termoelectrică                                          |  |
| regiunea Zaporijjea                    | Energodar                                   | M31                                              | 0/2                                    | organe de conducere ilegale                       | 19.10.2022               | regiunea Kiev                    | regiunea Kiev                                | —                                | —                                | interceptare de apărarea anti-rachetă a Ucrainei                 |  |
| regiunea Luhansk                       | Kreminna                                    | M31                                              | —                                      | unități de tehnică militară                       | 19.10.2022               | regiunea Vinița                  | regiunea Vinița                              | —                                | —                                | infrastructură critică                                           |  |
|                                        |                                             |                                                  |                                        |                                                   | 19.10.2022               | regiunea Vinița                  | regiunea Vinița                              | —                                | 1/1                              | interceptare de apărarea anti-rachetă a Ucrainei                 |  |
| regiunea Dnepropetrovsk                | Krivoi Rog                                  | —                                                | —                                      | infrastructură critică                            | 19.10.2022               |                                  |                                              |                                  |                                  |                                                                  |  |
| regiunea Cernigov                      | regiunea Cernigov                           | —                                                | 2/2                                    | interceptare de apărarea anti-rachetă a Ucrainei  | 19.10.2022               |                                  |                                              |                                  |                                  |                                                                  |  |
| regiunea Donețk                        | Donețk                                      | —                                                | —                                      | organe de conducere ilegale                       | 20.10.2022               |                                  |                                              |                                  |                                  |                                                                  |  |
| regiunea Herson                        | Herson                                      | M31                                              | —                                      | pod                                               | 20.10.2022               |                                  |                                              |                                  |                                  |                                                                  |  |
| regiunea Luhansk                       | Breanka                                     | M31                                              | —                                      | infrastructură militară                           | 20.10.2022               |                                  |                                              |                                  |                                  |                                                                  |  |
| regiunea Luhansk                       | Stare⁠(d)                                    | M31                                              | —                                      | infrastructură militară                           | 20.10.2022               |                                  |                                              |                                  |                                  |                                                                  |  |
| regiunea Herson                        | Herson                                      | M31                                              | —                                      | pod                                               | 20.10.2022               |                                  |                                              |                                  |                                  |                                                                  |  |
| neidentificată                         | neidentificată                              | M31                                              | 0/1                                    | unități de tehnică militară                       | 21.10.2022               | regiunea Harkov                  | Harkov                                       | —                                | —                                | infrastructură industrială victime: 0 \| 6                       |  |
| neidentificată                         | neidentificată                              | M31                                              | —                                      | infrastructură militară                           | 21.10.2022               | regiunea Harkov                  |                                              |                                  |                                  |                                                                  |  |
| regiunea Luhansk                       | Starobilsk                                  | M31                                              | —                                      | infrastructură critică                            | 22.10.2022               | regiunea Volînia                 | Luțk                                         | H-101⁠(d)                         | 0/3                              | infrastructură energetică victime: 0 \| 0                        |  |
|                                        |                                             |                                                  |                                        |                                                   | 22.10.2022               | regiunea Volînia                 | Kovel                                        | —                                | 0/12                             | infrastructură energetică victime: 0 \| 0                        |  |
| regiunea Hmelnîțkîi                    | Hmelnîțkîi                                  | —                                                |                                        |                                                   | 22.10.2022               |                                  |                                              |                                  | 0/12                             | infrastructură energetică victime: 0 \| 0                        |  |
| regiunea Kirovohrad                    | raionul Kropîvnîțkîi                        | —                                                |                                        |                                                   | 22.10.2022               |                                  |                                              |                                  | 0/12                             | infrastructură energetică victime: 0 \| 0                        |  |
| regiunea Kirovohrad                    | raionul Holovanivsk                         | —                                                |                                        |                                                   | 22.10.2022               |                                  |                                              |                                  | 0/12                             | infrastructură energetică victime: 0 \| 0                        |  |
| regiunea Rivne                         | regiunea Rivne                              | —                                                |                                        |                                                   | 22.10.2022               |                                  |                                              |                                  | 0/12                             | infrastructură energetică victime: 0 \| 0                        |  |
| regiunea Odesa                         | regiunea Odesa                              | —                                                |                                        |                                                   | 22.10.2022               |                                  |                                              |                                  | 0/12                             | infrastructură energetică victime: 0 \| 0                        |  |
| Ucraina                                | Ucraina                                     | —                                                | 18/18                                  | interceptare de apărarea anti-rachetă a Ucrainei  | 22.10.2022               |                                  |                                              |                                  |                                  |                                                                  |  |
| regiunea Luhansk                       | Svatove                                     | M31                                              | —                                      | neidentificat                                     | 23.10.2022               | regiunea Kirovohrad              | Onufriivka                                   | —                                | 1/1                              | interceptare de apărarea anti-rachetă a Ucrainei                 |  |
| regiunea Luhansk                       | Zolote                                      | M31                                              | —                                      | neidentificat                                     | 23.10.2022               |                                  |                                              |                                  |                                  |                                                                  |  |
| regiunea Zaporijjea                    | Energodar                                   | M31                                              | —                                      | infrastructură militară                           | 23.10.2022               |                                  |                                              |                                  |                                  |                                                                  |  |
| regiunea Luhansk                       | Novoaidar                                   | M31                                              | 0/6                                    | organe de conducere ilegale                       | 23.10.2022               |                                  |                                              |                                  |                                  |                                                                  |  |
| regiunea Luhansk                       | Zorînsk                                     | M31                                              | —                                      | neidentificat                                     | 24.10.2022               | regiunea Zaporijjea              | Energodar                                    | —                                | —                                | racheta a explodat la scurt timp după lansare                    |  |
| regiunea Luhansk                       | Starobilsk                                  | M31                                              | —                                      | neidentificat                                     | 24.10.2022               |                                  |                                              |                                  |                                  |                                                                  |  |
| regiunea Luhansk                       | Lugansk                                     | —                                                | —                                      | neidentificat                                     | 24.10.2022               |                                  |                                              |                                  |                                  |                                                                  |  |
| regiunea Herson                        | Nova Kahovka                                | M31                                              | —                                      | infrastructură militară                           | 24.10.2022               |                                  |                                              |                                  |                                  |                                                                  |  |
| regiunea Herson                        | Kaiirî                                      | —                                                | —                                      | infrastructură militară                           | 24.10.2022               |                                  |                                              |                                  |                                  |                                                                  |  |
| regiunea Luhansk                       | Svatove                                     | M31                                              | 0/2                                    | infrastructură militară                           | 25.10.2022               | regiunea Dnepropetrovsk          | Dnipro                                       | H-59⁠(d)                          | —                                | stație PECO victime: 2 \| 4                                      |  |
| regiunea Donețk                        | Donețk                                      | AGM-88 HARM⁠(d)                                   | —                                      | neidentificat                                     | 25.10.2022               |                                  |                                              |                                  |                                  |                                                                  |  |
| regiunea Mîkolaiiv                     | perisipul Kinburn⁠(d)                        | —                                                | —                                      | depozit de muniții                                | 25.10.2022               |                                  |                                              |                                  |                                  |                                                                  |  |
| regiunea Herson                        | Herson                                      | —                                                | —                                      | infrastructură militară                           | 25.10.2022               |                                  |                                              |                                  |                                  |                                                                  |  |
| regiunea Herson                        | Radensk                                     | —                                                | —                                      | infrastructură militară                           | 25.10.2022               |                                  |                                              |                                  |                                  |                                                                  |  |
| regiunea Herson                        | Nova Kahovka                                | —                                                | —                                      | infrastructură militară                           | 25.10.2022               |                                  |                                              |                                  |                                  |                                                                  |  |
| regiunea Herson                        | Ciornobaiivka                               | —                                                | —                                      | infrastructură militară                           | 25.10.2022               |                                  |                                              |                                  |                                  |                                                                  |  |
| regiunea Luhansk                       | Svatove                                     | M31                                              | 0/2                                    | neidentificat                                     | 25.10.2022               |                                  |                                              |                                  |                                  |                                                                  |  |
| regiunea Donețk                        | Șahtarsk                                    | —                                                | —                                      | cisterne cu produse petroliere                    | 26.10.2022               | regiunea Dnepropetrovsk          | regiunea Dnepropetrovsk                      | H-59⁠(d)                          | 1/1                              | interceptare de apărarea anti-rachetă a Ucrainei                 |  |
| neidentificată                         | neidentificată                              | M31                                              | —                                      | autotunuri                                        | 26.10.2022               |                                  |                                              |                                  |                                  |                                                                  |  |
| regiunea Donețk                        | Șahtarsk                                    | —                                                | —                                      | cisterne cu produse petroliere                    | 26.10.2022               |                                  |                                              |                                  |                                  |                                                                  |  |
| regiunea Herson                        | Nova Kahovka                                | —                                                | —                                      | infrastructură militară                           | 27.10.2022               |                                  |                                              |                                  |                                  |                                                                  |  |
| regiunea Herson                        | raionul Bilozerka                           | —                                                | —                                      | infrastructură militară                           | 27.10.2022               |                                  |                                              |                                  |                                  |                                                                  |  |
| regiunea Herson                        | Herson                                      | —                                                | —                                      | pod                                               | 28.10.2022               |                                  |                                              |                                  |                                  |                                                                  |  |
| regiunea Herson                        | Velîka Lepetîha                             | —                                                | —                                      | infrastructură militară                           | 28.10.2022               |                                  |                                              |                                  |                                  |                                                                  |  |
| regiunea Herson                        | Mala Lepetîha                               | —                                                | —                                      | infrastructură militară                           | 28.10.2022               |                                  |                                              |                                  |                                  |                                                                  |  |
| regiunea Herson                        | Nova Kahovka                                | —                                                | —                                      | infrastructură militară                           | 28.10.2022               |                                  |                                              |                                  |                                  |                                                                  |  |
| regiunea Luhansk                       | Pervomaisk                                  | M31                                              | —                                      | neidentificat                                     | 28.10.2022               |                                  |                                              |                                  |                                  |                                                                  |  |
|                                        |                                             |                                                  |                                        |                                                   | 29.10.2022               | regiunea Zaporijjea              | regiunea Zaporijjea                          | Iskander⁠(d)                      | 1/1                              | interceptare de apărarea anti-rachetă a Ucrainei                 |  |
| regiunea Herson                        | raionul Bilozerka                           | —                                                | —                                      | infrastructură militară                           | 29.10.2022               | regiunea Zaporijjea              | Zaporijjea                                   | —                                | —                                | infrastructură industrială victime: 0 \| 0                       |  |
| regiunea Herson                        | Herson                                      | —                                                | —                                      | pod                                               | 30.10.2022               |                                  |                                              |                                  |                                  |                                                                  |  |
| regiunea Belgorod                      | regiunea Belgorod                           | —                                                | —                                      | infrastructură militară                           | 30.10.2022               |                                  |                                              |                                  |                                  |                                                                  |  |
| regiunea Luhansk                       | Alcevsk                                     | —                                                | —                                      | infrastructură militară                           | 31.10.2022               | regiunea Cerkasî                 | regiunea Cerkasî                             | Kalibr⁠(d)                        | 44/55                            | infrastructură energetică victime: 1 \| 13                       |  |
| regiunea Luhansk                       | Pervomaisk                                  | M31                                              | —                                      | infrastructură militară                           | 31.10.2022               | regiunea Cernăuți                | centrala hidroelectrică de la Novodnistrovsk | H-101⁠(d)                         | 44/55                            | infrastructură energetică victime: 1 \| 13                       |  |
|                                        |                                             |                                                  |                                        |                                                   | 31.10.2022               | regiunea Hmelnîțkîi              |                                              | H-101⁠(d)                         | 44/55                            | infrastructură energetică victime: 1 \| 13                       |  |
| Kiev                                   |                                             |                                                  |                                        |                                                   | 31.10.2022               |                                  |                                              | H-101⁠(d)                         | 44/55                            | infrastructură energetică victime: 1 \| 13                       |  |
| regiunea Kirovohrad                    | centrala hidroelectrică de la Kremenciuk⁠(d) |                                                  |                                        |                                                   | 31.10.2022               |                                  |                                              | H-101⁠(d)                         | 44/55                            | infrastructură energetică victime: 1 \| 13                       |  |
| regiunea Dnipropetrovsk                | Dnipro                                      |                                                  |                                        |                                                   | 31.10.2022               |                                  |                                              | H-101⁠(d)                         | 44/55                            | infrastructură energetică victime: 1 \| 13                       |  |
| regiunea Dnipropetrovsk                | Pavlohrad                                   |                                                  |                                        |                                                   | 31.10.2022               |                                  |                                              | H-101⁠(d)                         | 44/55                            | infrastructură energetică victime: 1 \| 13                       |  |
| Ucraina                                | Ucraina                                     | interceptare de apărarea anti-rachetă a Ucrainei |                                        |                                                   | 31.10.2022               |                                  |                                              | H-101⁠(d)                         | 44/55                            |                                                                  |  |
| raionul Ocnița                         | Naslavcea                                   | —                                                | 1/1                                    | interceptare de apărarea anti-rachetă a Ucrainei  | 31.10.2022               |                                  |                                              |                                  |                                  |                                                                  |  |
| regiunea Belgorod                      | Belgorod                                    | —                                                | 1/1                                    | a explodat în aer la scurt timp după lansare      | 31.10.2022               |                                  |                                              |                                  |                                  |                                                                  |  |